# Ghilliesuit
Een ghilliesuit is een camouflage-outfit gedragen door jagers, fotografen en militairen. Het is een soort net bedekt met bladeren, takken en gras die de drager op laat gaan in een groene omgeving. Het doel van de outfit is om nagenoeg onzichtbaar te bewegen in omgevingen die gedomineerd worden door gras en andere bosschage.